# L'Arène conjugale

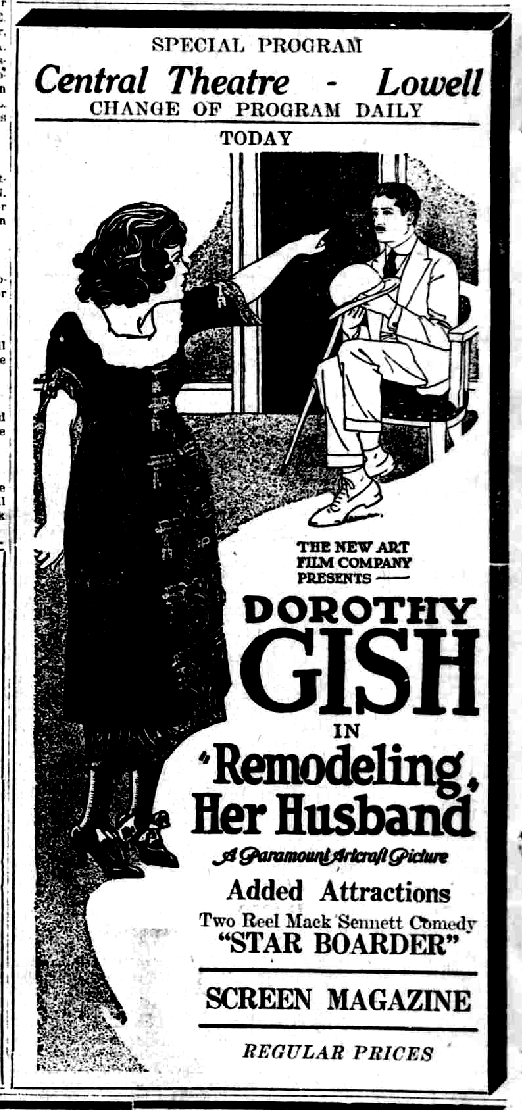
Réclame pour le film dans un journal

L'Arène conjugale (titre original : Remodeling Her Husband) est un film américain réalisé par Lillian Gish, co-réalisé par D. W. Griffith, sorti en 1920.
Unique réalisation de Lillian Gish, la sœur de l'actrice Dorothy Gish, le film est une critique féministe des attentes patriarcales. Il est considéré comme perdu.

## Fiche technique
- titre original : Remodeling Her Husband
- Réalisation : Lillian Gish et D. W. Griffith
- Scénario : Lillian Gish
- Intertitres : Dorothy Parker
- Photographie : George W. Hill
- Production : Famous Players-Lasky
- Distributeur : Paramount Pictures
- Durée : 5 bobines (4844 ft)[2]
- Date de sortie : 
  - USA : 13 juin 1920
  - France : 31 mars 1922

## Distribution
- Dorothy Gish : Janie Wakefield
- James Rennie : Jack Valentine
- Marie Burke : Mrs. Wakefield
- Downing Clarke : Mr. Wakefied
- Frank Kingdon : Mr. Valentine
- Leslie Marsh : Flower Girl
- Mildred Marsh : Bridesmaid
- Barden Daube : Flirting Woman